# Vasasszentgothárd
Vasasszentgothárd (románul Sucutard) település Romániában, Erdélyben, Kolozs megyében.

## Fekvése
Szamosújvártól délkeletre, a Füzes patak mellett, Cege és Gyeke közt fekvő település.

## Története
Vasasszentgothárd nevét 1317-ben, majd 1320-ban említette először oklevél Zentguthard módon írva.
1317-ig Emerich fia, Wass Miklós ispánnak, a cegei Wass család ősének birtoka volt. 1317-ben Károly Róbert király Wass Miklóstól elkobozta a birtokot, de 1321-ben megbocsátott neki és visszaadta neki Szentgothárdot, majd 1324-ben mint öröklött birtokban meg is erősítette őt.
1332-ben már egyházas hely volt, és neve szerepelt a pápai tizedjegyzékben is, ekkor papja 20 denar montanus pápai tizedet fizetett. 1430-ban szentgothardi és mócsi nemeseknek és jobbágyaiknak ősi Jankafi György tiltotta, hogy Légen és Palatka határán lévő földjeiket marháikkal legeltessék.
1451-ben szentegyedi Wass Pál fia Domokos nevében Suky Mihály tiltakozott amiatt, hogy szentegyedi Wass Vid fia István elfoglalta megbízója szentgothárdi birtokrészét, arra házat építve a birtoklással 100 arany kárt okozott neki.
1464. április 13-án kelt oklevél szerint néhai szentgothardi Wass Vid fia, István ősi birtokrészeit (Szenthgothard, Pulyon, Szentegyed, Szilvás, Mohaly, Szentiván, Cege) 100 forintért zálogba adta vasakszentiváni Wass Lászlónak.
1496-ban Polyák Albertné Györgyfalvi Zsófia adta zálogba szentgothardi részét férjének.
A 20. század elején Szolnok-Doboka vármegye Kékesi járásához tartozott.
1910-ben 872 lakosából 104 magyar, 746 román volt. Ebből 763 görögkatolikus, 85 református, 13 izraelita volt.
2002-ben 395 lakosából 390 román, 3 magyar, 2 egyéb nemzetiségű volt.